# 더 킬러: 소녀 살인
《더 킬러: 소녀살인》(영어: Standoff)은 2016년에 공개된 캐나다와 미국의 스릴러 영화이다.

## 줄거리
한 소녀가 우연히 청부 살인 업자의 살인 현장을 목격하고 사진을 찍는다. 외딴 농가에 홀로 살던 전직 군인이 이 소녀를 보호하게 된다.

## 출연
- 로런스 피시번 - 청부 살인 업자 (세이드) 역
- 토머스 제인 - 카터 그린 역
- 엘라 밸런타인 - 버드 (이저벨) 역
- 짐 왓슨 - 제리 베이커 경관 역
- 조애나 더글러스 - 마라 그린 역
- 로라 디카트레이 - 여자 역
- 테드 애서턴 - 사제 역
- 존 텐치 - 로저 역